# Kỷ lục tốc độ bay

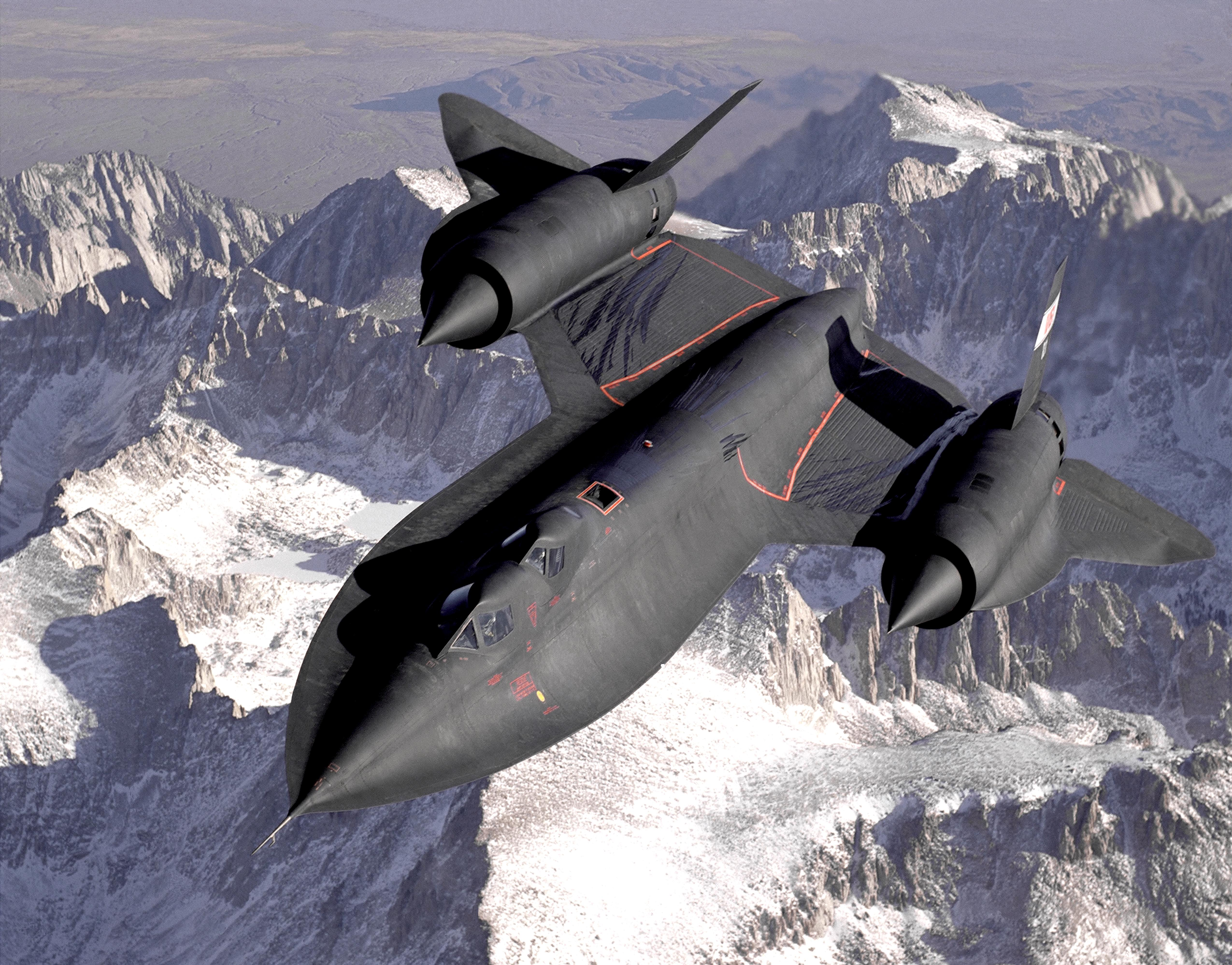
SR-71 Blackbird Mỹ là máy bay giữ kỷ lục về tốc độ hiện nay

Một kỷ lục tốc độ bay là tốc độ nhanh nhất mà máy bay có thể đạt đến.
Quy tắc cho mọi kỷ lục chính thức về hàng không được định nghĩa bởi Fédération Aéronautique Internationale (FAI), và họ cũng xem xét thông qua mọi yêu cầu được công nhận về các kỷ lục. Kỷ lục tốc độ được phân ra nhiều mức cho nhiều lớp máy bay khác nhau. Có 3 lớp máy bay: máy bay trên bộ, thủy phi cơ và máy bay lưỡng cư; rồi đến bên trong những lớp máy bay này, có những kỷ lục cho những nhóm bay tập trung. Vẫn còn có những kỷ lục được dành cho động cơ pít-tông, động cơ phản lực, turboprop và động cơ rốc két của máy bay. Bên trong mỗi nhóm, các kỷ lục được xác định cho tốc độ trên đường bay thẳng và khi máy bay mang trọng tải khác nhau. Vẫn có những kỷ lục về tốc độ giữa những thành phố xác định như giữa London và New York.

## Thời gian biểu cho các kỷ lục
| Năm                                                   | Phi công                            | Tốc độ | Tốc độ   | Máy bay                       | Địa điểm               |
| Năm                                                   | Phi công                            | mph    | km/h     | Máy bay                       | Địa điểm               |
| ----------------------------------------------------- | ----------------------------------- | ------ | -------- | ----------------------------- | ---------------------- |
| 1903                                                  | Wilbur Wright                       | 9.80   | 15.77    | Wright Flyer                  | Kitty Hawk, Mỹ         |
| 1905                                                  | Wilbur Wright                       | 37.85  | 60.91    | Wright Flyer III              |                        |
| 1908                                                  | Henry Farman                        | 40.26  | 64.79    | thủy phi cơ Voisin            |                        |
| 1909                                                  | Louis Blériot                       | 47.82  | 76.96    | Blériot XII                   |                        |
| 1910                                                  | Alfred Leblanc                      | 68.20  | 109.8    | Blériot XI                    |                        |
| 1911                                                  | Edouard Nieuport                    | 82.73  | 133.1    | Nieuport Nie-2 N              |                        |
| 1912                                                  | Jules Vedrines                      | 108.2  | 174.1    | Monocoque Deperdussin         |                        |
| 1913                                                  | Maurice Prevost                     | 126.7  | 203.8    | Monocoque Deperdussin         |                        |
| 1914                                                  | Norman Spratt                       | 134.5  | 216.5    | RAF SE.4                      |                        |
| 1918                                                  | Roland Rohlfs                       | 163.1  | 262.4    | Curtiss Wasp                  |                        |
| 1919                                                  | Joseph Sadi-Lecointe                | 191.1  | 307.5    | Nieuport-Delage 29v           |                        |
| 1920                                                  | Joseph Sadi-Lecointe                | 194.5  | 313.0    | Nieuport-Delage 29v           |                        |
| 1921                                                  | Joseph Sadi-Lecointe                | 205.2  | 330.3    | Nieuport-Delage               |                        |
| 1922                                                  | Billy Mitchell                      | 224.3  | 360.9    | Curtiss R-6                   |                        |
| 1923                                                  | Alford J. Williams                  | 267.2  | 430.0    | Curtiss R-2C-1                |                        |
| 1924                                                  | Florentin Bonnet                    | 278.5  | 448.2    | Bernard Ferbois V2            |                        |
| 1927                                                  | Mario de Bernardi                   | 297.8  | 479.3    | Macchi M.52                   |                        |
| 1928                                                  | Mario de Bernardi                   | 318.6  | 512.7    | Macchi M.52bis                |                        |
| 1929                                                  | Giuseppe Motta                      | 362.0  | 582.6    | Macchi M.67                   |                        |
| 1931                                                  | George H. Stainforth                | 407.5  | 655.8    | thủy phi cơ Supermarine S.6B  | Lee-on-the-Solent, Anh |
| 1933                                                  | Francesco Agello                    | 424    | 682      | Macchi M.C.72                 |                        |
| 1934                                                  | Francesco Agello                    | 440.6  | 709.0    | Macchi M.C.72                 |                        |
| 1944                                                  | Herlitzius                          | 596.51 | 960      | Messerschmitt Me 262 S2       |                        |
| 1945                                                  | H. J. Wilson                        | 606.4  | 975.9    | Gloster Meteor F Mk4          | Herne Bay, Anh         |
| 1946                                                  | E. M. Donaldson                     | 615.78 | 990.79   | Gloster Meteor F Mk4          | Littlehampton, Anh     |
| 1947                                                  | Col. Andrew Boyd                    | 623.74 | 1.003,60 | Lockheed P-80R Shooting Star  | Muroc, California, Mỹ  |
| 1947                                                  | Chuck Yeager                        | 670.0  | 1078     | Bell X-1                      |                        |
| 1948                                                  | Maj. Richard L. Johnson, USAF       | 670.84 | 1079.6   | North American F-86A-3 Sabre  | Cleveland, Mỹ          |
| 1953                                                  | Neville Duke                        | 727.6  | 1.171    | Hawker Hunter F Mk3           | Littlehampton, Anh     |
| Từ mục này các kỷ lục được thực hiện trên độ cao lớn. |                                     |        |          |                               |                        |
| 1955                                                  | Horace A. Hanes                     | 822.1  | 1.323    | F-100C Super Sabre            | Palmdale, Mỹ           |
| 1956                                                  | Peter Twiss                         | 1.132  | 1.822    | Fairey Delta 2                | Chichester, Anh        |
| 1959                                                  | Col. Georgii Mosolov                | 1.484  | 2.388    | Ye-66 (mẫu thử nghiệm MiG-21) |                        |
| 1965                                                  | Robert L. Stephens and Daniel Andre | 2.070  | 3.332    | Lockheed YF-12A               | Edwards AFB, Mỹ        |
| 1976                                                  | Eldon W. Joersz                     | 2.188  | 3.521    | SR-71 Blackbird               | Beale AFB, Mỹ          |

## Những kỷ lục không được công nhận chính thức

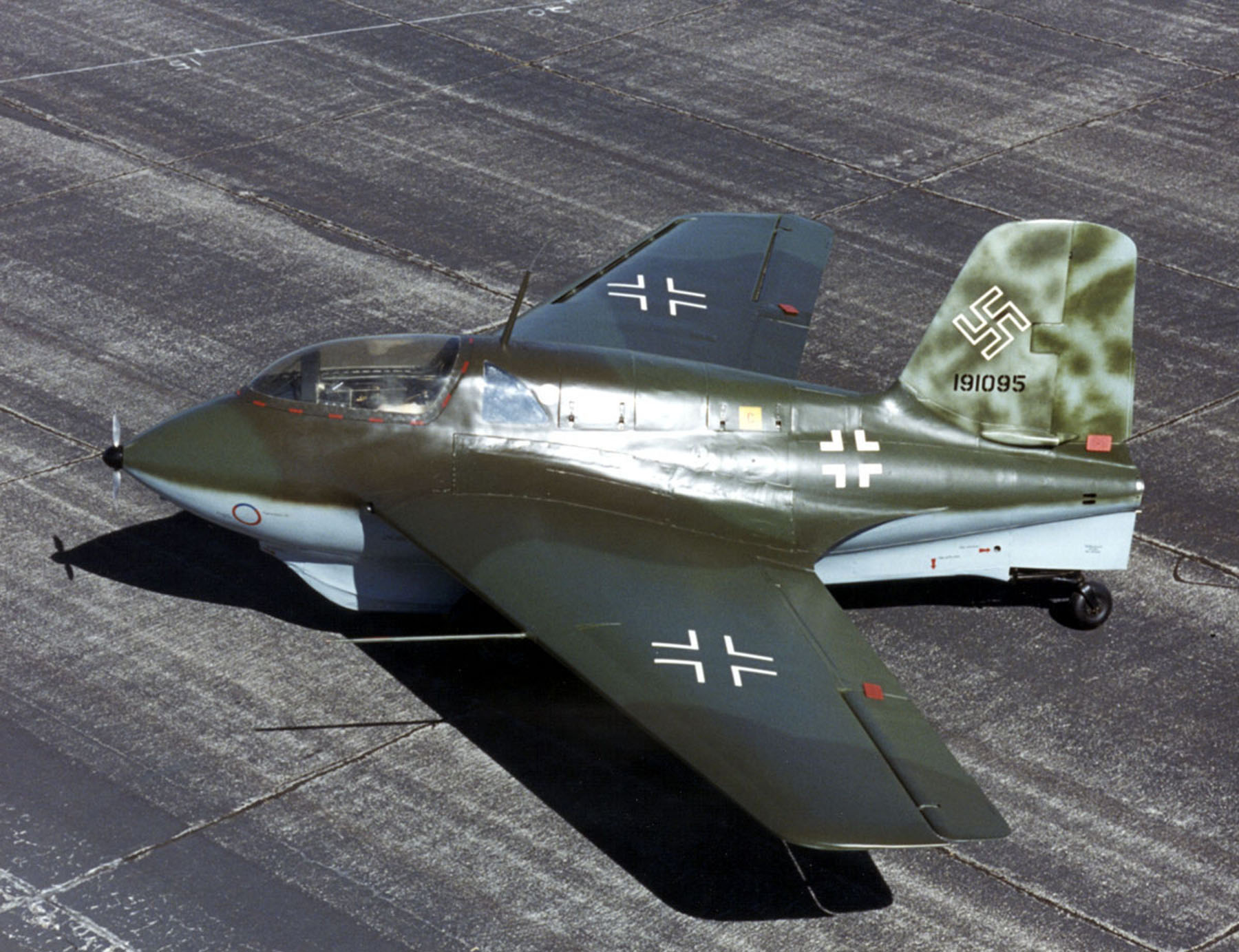
Messerschmitt Me 163

SR-71 "Blackbird" giữ một kỷ cho máy bay phản lực airbreathing với tốc độ là 3.529,56 km/h (2.188 mph). Nó có thể cất cánh và hạ cánh trên những đường băng truyền thống. Kỷ lục được thực hiện vào 28 tháng 7-1976 bởi Eldon W. Joersz gần Căn cứ không quân Beale, California, Hoa Kỳ.
Tuy nhiên, với một số người thì thuật ngữ "kỷ lục tốc độ bay" ngụ ý đơn giản là máy bay bay nhanh nhất. Những máy bay khác có bay nhanh hơn cũng không thể phá được kỷ lục đã được lập ra. Đấy là vì họ không tuân thủ những quy tắc của FAI. Ví dụ, máy bay thí nghiệm tốc độ cao không thể tự mình cất cánh mà phải đòi hỏi có một máy bay mang nó lên không trung.
Trong một thời gian, khi còn trong và ngay sau Chiến tranh thế giới II, một kỷ lục không được công khai được thực hiện, tốc độ dạt đến 1004.5 km/h (623.8 mph) do chiếc Messerschmitt Me 163A, mẫu thử nghiệm thứ 3 trang bị động cơ rốc két thực hiện, vào 2 tháng 10-1941, thật sự đây là tốc độ nhanh nhất mà mọi máy bay không thể có được vào cùng thời gian đó. Nhiều sự nỗ lực để thiết lập các kỷ lục được thực hiện sau Chiến tranh thế giới II bởi nhiều máy bay như Gloster Meteor, loại máy bay này khẳng định đã vượt qua kỷ lục tốc độ 755 km/h (469 mph) do máy bay động cơ pít-tông Messerschmitt Me 209 V1 lập ra, nhưng không kỷ lục nào thực sự vượt trội so với Me 163 A V3, cho đến khi loại máy bay Douglas Skystreak thực hiện vào 20 tháng 8-1947.
Phi thuyền con thoi là tàu bay nhanh, nhưng nó không thể tự thực hiện sức mạnh của nó nếu không nhờ 2 tên lửa nhiên liệu rắn nâng đặc biệt để đưa nó lên khoảng không vào quỹ đạo. Trong thời gian bay lên quỹ đạo, tốc độ của tàu đạt đến dưới Mach 2.
Boeing X-43A được NASA xác nhận là máy bay bay nhanh nhất, đạt tốc độ 11.200 km/h (7.000 mph), hoặc Mach 9.68, vào 16 tháng 11 2004. Tuy nhiên, nó là một máy bay thử nghiệm không người lái trang bị động cơ phản lực tĩnh siêu âm, và được một chiếc B-52 mang lên không trung để phóng nó đi. Nó không có khả năng tự hạ cánh. Phương tiên thử nghiệm động cơ phản lực tĩnh siêu âm của Australia cũng đạt đến vận tốc Mach 10, nhưng khi nó chỉ thuần túy là phương tiện thử nghiệm thì không kỷ lục nào được công nhận cho nó. Nếu kiểu máy bay được phóng đi trên không cũng được tính thì những vật phóng ra được tăng tốc bởi sức mạnh của súng cũng được xem xét.
Động cơ rốc két của X-15 là loại động cơ nhanh nhất, đạt đến một vận tốc là 7.274 km/h (4.510 mph) vào 3 tháng 10 năm 1967. Tuy nhiên, đó là một máy bay động cơ tên lửa thử nghiệm không có khả năng cất cánh và được một máy bay khác mang vào không trung và hoạt động ở rìa khí quyển.
| Năm       | Phi công      | Vận tốc                                                | Vận tốc                                                | Máy bay                  | Chú thích |
| Năm       | Phi công      | mph                                                    | km/h                                                   | Máy bay                  | Chú thích |
| --------- | ------------- | ------------------------------------------------------ | ------------------------------------------------------ | ------------------------ | --- |
| 1955      | không biết    | 623                                                    | 1003                                                   | Republic XF-84H          | kỷ lục máy bay điều khiển có cánh quạt                                                                                 |
| 1967      | 'Pete' Knight | 4510                                                   | 7258                                                   | North American X-15      | máy bay động cơ rocket; incapable of breathing air                                                                     |
| 1981-2010 | vài cá nhân   | Mach 2 khi phóng 28.000 km/h (17.500 mph) khi hạ xuống | Mach 2 khi phóng 28.000 km/h (17.500 mph) khi hạ xuống | Phi thuyền con thoi NASA | động cơ rocket dùng để nâng với thùng nhiên liệu                                                                       |
| 1986      | John Egginton | 249.1                                                  | 401.0                                                  | Westland Lynx            | kỷ lục tốc độ thế giới của trực thăng                                                                                  |
| 2004      | không có      | 7000                                                   | 11270                                                  | NASA X-43A               | động cơ phản lực tĩnh siêu thanh, không thể cất hạ cánh, đòi hỏi có máy bay mang lên không trung và không có người lái |